# 몬테네그로-세르비아 관계
몬테네그로-세르비아 관계(세르비아어: Односи Србије и Црне Горе, 문화어: 쯔르나고라-쓰르비아 관계) 몬테네그로와 세르비아의 관계를 말한다.

## 역사
두 나라는 인접 국가이기에 공유하는 역사와 문화가 많다. 특히 종교적으로 두 나라 모두 그리스 정교회를 믿는다. 역사적으로는, 고대 시기에는 일리리아인들이 이곳에 거주하였다. 이후 로마제국, 동로마제국을 거치며, 슬라브족이 남하하며 발칸반도에 정착함에 따라, 세르비아 지역에는 중세 세르비아 왕국이, 몬테네그로 지역에는 제타 공국(몬테네그로 공국)이 자리잡았다. 15세기 즈음에 이르려, 무슬림 국가인 오스만 제국이 발칸 반도를 침략하게 되면서, 세르비아는 오스만령 세르비아로 전락하나, 몬테네그로는 주권을 지키며 몬테네그로 주교후국을 거쳐 19세기에 몬테네그로 공국으로 오스만 제국으로부터 독립을 인정받았다.
제1차 세계 대전 후 유고슬라비아 왕국과, 제2차 세계 대전 후 유고슬라비아 사회주의 연방공화국, 그리고 유고슬라비아 전쟁을 거치며 세르비아 몬테네그로까지 두 국가는 일종의 운명 공동체였으나, 2006년 몬테네그로가 국민투표를 통해서 분리 독립하며 서로 다른 나라가 되었다. 세르비아는 몬테네그로의 독립을 평화적으로 승인하였고, 몬테네그로의 독립으로 인해 세르비아는 내륙국이 되었다. 이후 두 국가는 유럽 연합 가입 등 비슷한 외교적 노선을 취하고 있으나, 우선 순위에서는 약간 다른 모습을 보이고 있다. 대표적으로, 세르비아는 친러시아 성향이나, 몬테네그로는 친서방 성향이다. 그리고 몬테네그로-세르비아 국경 문제는 유럽 연합 가입에 있어서 매우 중요한 사안이다.

## 같이 보기
- 몬테네그로의 대외 관계
- 세르비아의 대외 관계
- 세르비아 몬테네그로